# ますだおかだのオモログ
『ますだおかだのオモログ』は、関西テレビで2016年5月8日から2017年3月25日まで放送されていた旅バラエティ番組で、ますだおかだの冠番組である。全43回。レギュラー放送開始前の2015年8月1日・2016年3月26日に単発特番として放送された。

## 概要
本番組では、関西地区にて、ますだおかだの2人（増田英彦・岡田圭右）がゲストを迎え、話題のスポットに案内し、魅力をプレゼンする内容であった。

## 出演者
MC
- ますだおかだ（増田英彦・岡田圭右）

オモロモンコーナー
- アルミカン（赤阪侑子・高橋沙織）
- 杉本なつみ

## 放送時間
いずれもJST。
- 2016年5月8日 - 9月25日：日曜 8:30 - 9:00
  - 本番組の開始に伴い、『新報道2001』（フジテレビ制作）は8:25飛び降りとなった。
- 2016年10月8日 - 2017年3月25日：土曜 10:25 - 10:55
  - 2016年10月2日より『モンスターハンター ストーリーズ RIDE ON』（フジテレビ制作）の放送開始に伴い、土曜昼前に移動。

## 放送リスト

### 単発特番
| 放送日                             | ロケ地                 | ゲスト                 | 備考 |
| ---------------------------------- | ---------------------- | ---------------------- | ---- |
| 2015年8月1日（土曜） 15:55 - 17:20 | 大阪府浪速区           | 尾上松也               |      |
| 2016年3月26日（土曜） 9:55 - 11:15 | 大阪府大阪市中央区難波 | つるの剛士、河北麻友子 |      |

### レギュラー版
| 回                                                               | 放送日        | ロケ地                 | ゲスト                 | 備考 |
| ---------------------------------------------------------------- | ------------- | ---------------------- | ---------------------- | ---- |
| 1                                                                | 2016年 5月8日 | 大阪府東大阪市         | 関根勤                 |      |
| 2                                                                | 5月15日       | 大阪府東大阪市         | 関根勤                 |      |
| 3                                                                | 5月22日       | 大阪府東大阪市         | 関根勤                 |      |
| 4                                                                | 5月29日       | 大阪府東大阪市         | 関根勤                 |      |
| 5                                                                | 6月5日        | 兵庫県神戸市長田区     | 浅田舞                 |      |
| 6                                                                | 6月12日       | 兵庫県神戸市長田区     | 浅田舞                 |      |
| 7                                                                | 6月19日       | 兵庫県神戸市長田区     | 浅田舞                 |      |
| 8                                                                | 6月26日       | 兵庫県神戸市長田区     | 浅田舞                 |      |
| 9                                                                | 7月3日        | 兵庫県尼崎市           | 井森美幸               |      |
| 10                                                               | 7月10日       | 兵庫県尼崎市           | 井森美幸               |      |
| 11                                                               | 7月17日       | 兵庫県西宮市           | ウド鈴木（キャイ〜ン） |      |
| （7月24日は『FNS27時間テレビフェスティバル!』放送のため休止）    |               |                        |                        |      |
| 12                                                               | 7月31日       | 兵庫県西宮市           | ウド鈴木（キャイ〜ン） |      |
| 13                                                               | 8月7日        | 大阪府堺市             | 尾上松也               |      |
| （8月14日は『リオデジャネイロオリンピック2016』放送のため休止）  |               |                        |                        |      |
| 14                                                               | 8月21日       | 大阪府堺市             | 尾上松也               |      |
| 15                                                               | 8月28日       | 大阪府堺市             | 尾上松也               |      |
| 16                                                               | 9月4日        | 京都府京都市           | 滝沢カレン             |      |
| 17                                                               | 9月11日       | 京都府京都市           | 滝沢カレン             |      |
| 18                                                               | 9月18日       | 京都府京都市           | 紫吹淳                 |      |
| 19                                                               | 9月25日       | 京都府京都市           | 紫吹淳                 |      |
| 20                                                               | 10月8日       | 大阪府寝屋川市・枚方市 | 松本伊代               |      |
| 21                                                               | 10月15日      | 大阪府枚方市           | 松本伊代               |      |
| 22                                                               | 10月22日      | 大阪府寝屋川市         | 松井玲奈               |      |
| 23                                                               | 10月29日      | 大阪府門真市・守口市   | 松井玲奈               |      |
| 24                                                               | 11月5日       | 大阪府富田林市         | 三船美佳               |      |
| 25                                                               | 11月12日      | 大阪府富田林市         | 三船美佳               |      |
| 26                                                               | 11月19日      | 大阪府岸和田市         | 藤吉久美子             |      |
| 27                                                               | 11月26日      | 大阪府岸和田市         | 藤吉久美子             |      |
| 28                                                               | 12月3日       | 大阪府大阪市淀川区     | 橋本マナミ             |      |
| 29                                                               | 12月10日      | 大阪府大阪市淀川区     | 橋本マナミ             |      |
| 30                                                               | 12月17日      | 大阪府大阪市福島区     | IMALU                  |      |
| 31                                                               | 12月24日      | 大阪府大阪市淀川区     | IMALU                  |      |
| （12月31日は『ライオンのグータッチ大感謝祭2016』放送のため休止） |               |                        |                        |      |
| 32                                                               | 2017年 1月7日 | 京都府京都市伏見区     | IKKO                   |      |
| 33                                                               | 1月14日       | 京都府京都市伏見区     | IKKO                   |      |
| 34                                                               | 1月21日       | 京都府京都市左京区     | 堀ちえみ               |      |
| 35                                                               | 1月28日       | 京都府京都市左京区     | 堀ちえみ               |      |
| 36                                                               | 2月4日        | 兵庫県神戸市中央区元町 | はるな愛               |      |
| 37                                                               | 2月11日       | 兵庫県神戸市中央区元町 | はるな愛               |      |
| 38                                                               | 2月18日       | 兵庫県神戸市東灘区岡本 | 川田裕美               |      |
| 39                                                               | 2月25日       | 兵庫県神戸市東灘区岡本 | 川田裕美               |      |
| 40                                                               | 3月4日        | 京都府京都市上京区     | 熊切あさ美             |      |
| 41                                                               | 3月11日       | 京都府京都市上京区     | 熊切あさ美             |      |
| 42                                                               | 3月18日       | 京都府京都市左京区     | 遼河はるひ             |      |
| 43                                                               | 3月25日       | 京都府京都市左京区     | 遼河はるひ             |      |

## スタッフ
- ナレーション：大島榎奈
- 構成：佐久間貴司、野口勉
- ブレーン：勝浦慎吾、山下貴
- CAW：細田勝、藤田裕二、杉村哲司
- 音声：福森誠剛
- 編集：岩澤文哉、山本真優子
- WA：牧野累穂
- 音声：藤原将
- メイク：パウダー
- 衣装：ADPOSION
- 宣伝：長谷川由紀
- 営業：野村祐介
- 協力：イングス、テレコープ
- AP：為川信繁、今橋叔子、高山禎恵
- AD：橿本浩行
- ディレクター：江嶋ちほみ、押切星也
- チーフディレクター：西川知似
- プロデューサー：古橋由依子、重信好輝、河江万浩
- 制作協力：クラッチ.
- 制作：松竹芸能
- 制作著作：関西テレビ